# Torneo Finalización 2013 (Colombia)
El Torneo Finalización 2013 fue la septuagésima octava (78a.) edición de la Categoría Primera A de fútbol profesional colombiano, siendo el segundo torneo de la temporada 2013. Comenzó a disputarse el 26 de julio y terminó el 15 de diciembre de 2013, otorgando el título por décima tercera vez a Atlético Nacional
Con este torneo, el club Atlético Nacional conseguiría ser el ganador de los dos torneos de la temporada 2013 y la Copa Colombia 2013, faltando solamente la Superliga de Colombia ganada por Santa Fe.

## Sistema de juego
En la primera etapa se jugarán 18 fechas bajo el sistema de todos contra todos, teniendo en cuenta que cada equipo repetirá rival en la Fecha 9, debido a que esta es la fecha de los clásicos regionales, al término de los cuales los ocho primeros clasificados avanzan a los cuadrangulares semifinales. Allí los ocho equipos se dividen en dos grupos definidos por sorteo. Los ganadores de cada grupo se enfrentan en diciembre para decidir al campeón del torneo, que obtendrá el segundo título del año y un cupo en la fase de grupos de la Copa Libertadores 2014.

## Datos de los clubes
| Equipo            | Entrenador             | Departamento       | Ciudad        | Estadio                | Aforo  |
| ----------------- | ---------------------- | ------------------ | ------------- | ---------------------- | ------ |
| Alianza Petrolera | Guillermo Berrio       | Santander          | Floridablanca | Álvaro Gómez Hurtado   | 12.000 |
| Atlético Huila    | Javier Álvarez Arteaga | Huila              | Neiva         | Guillermo Plazas Alcid | 27.000 |
| Atlético Nacional | Juan Carlos Osorio     | Antioquia          | Medellín      | Atanasio Girardot      | 45.943 |
| Boyacá Chicó      | Alberto Gamero         | Boyacá             | Tunja         | La Independencia       | 20.000 |
| Cúcuta Deportivo  | Julio César González   | Norte de Santander | Cúcuta        | General Santander      | 46.500 |
| Deportes Quindío  | Arturo Boyacá          | Quindío            | Armenia       | Centenario             | 20.716 |
| Deportes Tolima   | Carlos César Castro    | Tolima             | Ibagué        | Manuel Murillo Toro    | 31.000 |
| Deportivo Cali    | Leonel Álvarez         | Valle del Cauca    | Cali          | Deportivo Cali         | 52.000 |
| Deportivo Pasto   | Flabio Torres          | Nariño             | Pasto         | Departamental Libertad | 22.380 |
| Envigado F. C.    | Juan Carlos Sánchez    | Antioquia          | Envigado      | Polideportivo Sur      | 14.000 |
| Indep. Medellín   | Pedro Sarmiento        | Antioquia          | Medellín      | Atanasio Girardot      | 45.943 |
| Itagüí F. C.      | Jorge Luis Bernal      | Antioquia          | Itagüí        | Metrop. de Itagüí      | 12.000 |
| Junior            | Miguel Ángel López     | Atlántico          | Barranquilla  | Metropolitano          | 49.612 |
| La Equidad        | Néstor Otero           | Bogotá, D. C.      | Bogotá        | Metrop. de Techo       | 7.800  |
| Millonarios       | Hernán Torres          | Bogotá, D. C.      | Bogotá        | El Campín              | 36.343 |
| Once Caldas       | Santiago Escobar       | Caldas             | Manizales     | Palogrande             | 42.000 |
| Patriotas         | Julio Comesaña         | Boyacá             | Tunja         | La Independencia       | 20.000 |
| Santa Fe          | Wilson Gutiérrez       | Bogotá, D. C.      | Bogotá        | El Campín              | 36.343 |

### Cambio de entrenadores
| Club             | Entrenador saliente   | Fecha de salida      | Reemplazado por       | Fecha de llegada     |
| ---------------- | --------------------- | -------------------- | --------------------- | -------------------- |
| Cúcuta Deportivo | Guillermo Sanguinetti | 2 de julio de 2013   | Álvaro Aponte         | 3 de julio de 2013   |
| Cúcuta Deportivo | Álvaro Aponte         | 19 de agosto de 2013 | Julio César González. | 19 de agosto de 2013 |

## Todos contra todos

### Clasificación
| Pos. | Equipos                | PJ | PG | PE | PP | GF | GC | Dif. | Pts. |
| ---- | ---------------------- | -- | -- | -- | -- | -- | -- | ---- | ---- |
| 1.   | Atlético Nacional      | 18 | 11 | 4  | 3  | 30 | 12 | 18   | 37   |
| 2.   | Millonarios            | 18 | 8  | 7  | 3  | 28 | 18 | 10   | 31   |
| 3.   | Atlético Junior        | 18 | 8  | 6  | 4  | 29 | 24 | 5    | 30   |
| 4.   | Deportivo Cali         | 18 | 7  | 7  | 4  | 22 | 13 | 9    | 28   |
| 5.   | Once Caldas            | 18 | 8  | 4  | 6  | 24 | 17 | 7    | 28   |
| 6.   | Independiente Santa Fe | 18 | 7  | 7  | 4  | 24 | 17 | 7    | 28   |
| 7.   | Deportivo Pasto        | 18 | 6  | 9  | 3  | 21 | 20 | 1    | 27   |
| 8.   | Itagüí F. C.           | 18 | 8  | 3  | 7  | 20 | 20 | 0    | 27   |
| 9.   | Independiente Medellín | 18 | 6  | 6  | 6  | 24 | 20 | 4    | 24   |
| 10.  | La Equidad             | 18 | 5  | 8  | 5  | 24 | 21 | 3    | 23   |
| 11.  | Patriotas              | 18 | 5  | 8  | 5  | 17 | 17 | 0    | 23   |
| 12.  | Envigado F. C.         | 18 | 5  | 7  | 6  | 17 | 22 | -5   | 22   |
| 13.  | Deportes Tolima        | 18 | 4  | 9  | 5  | 19 | 23 | -4   | 21   |
| 14.  | Atlético Huila         | 18 | 5  | 5  | 8  | 24 | 30 | -6   | 20   |
| 15.  | Alianza Petrolera      | 18 | 4  | 6  | 8  | 14 | 24 | -10  | 18   |
| 16.  | Cúcuta Deportivo       | 18 | 4  | 4  | 10 | 19 | 27 | -8   | 16   |
| 17.  | Boyacá Chicó           | 18 | 3  | 6  | 9  | 21 | 29 | -8   | 15   |
| 18.  | Deportes Quindío       | 18 | 4  | 2  | 12 | 10 | 33 | -23  | 14   |

Fuente: Web oficial de Dimayor
|  | |
|  | Clasificados a cuadrangulares semifinales.                                                           |
|  | Eliminados.                                                                                          |
|  | Descendido a la Primera B al perder la serie de promoción contra el subcampeón de la Primera B 2013. |
|  | Descendido a la Primera B como último en la tabla de promedios.                                      |

#### Evolución de las posiciones
| Equipo                 | Jornada | Jornada | Jornada | Jornada | Jornada | Jornada | Jornada | Jornada | Jornada | Jornada | Jornada | Jornada | Jornada | Jornada | Jornada | Jornada | Jornada | Jornada |
| Equipo                 | 1       | 2       | 3       | 4       | 5       | 6       | 7       | 8       | 9       | 10      | 11      | 12      | 13      | 14      | 15      | 16      | 17      | 18      |
| ---------------------- | ------- | ------- | ------- | ------- | ------- | ------- | ------- | ------- | ------- | ------- | ------- | ------- | ------- | ------- | ------- | ------- | ------- | ------- |
| Atlético Nacional      | 2       | 4       | 1       | 1       | 2       | 4       | 2       | 1       | 1       | 1       | 1       | 1       | 1       | 1       | 1       | 1       | 1       | 1       |
| Millonarios            | 9       | 10      | 14      | 8       | 10      | 7       | 4       | 2       | 2       | 3       | 3       | 4       | 3       | 4       | 3       | 6       | 2       | 2       |
| Junior                 | 4       | 2       | 2       | 6       | 3       | 1       | 3       | 5       | 6       | 9       | 5       | 3       | 4       | 6       | 6       | 4       | 5       | 3       |
| Deportivo Cali         | 1       | 3       | 4       | 2       | 5       | 2       | 5       | 4       | 4       | 2       | 2       | 2       | 2       | 3       | 5       | 3       | 4       | 4       |
| Santa Fe               | 7       | 9       | 6       | 3       | 1       | 3       | 1       | 3       | 3       | 4       | 4       | 5       | 7       | 5       | 4       | 2       | 3       | 5       |
| Once Caldas            | 18      | 18      | 11      | 15      | 15      | 12      | 6       | 8       | 10      | 7       | 10      | 10      | 5       | 10      | 11      | 8       | 7       | 6       |
| Deportivo Pasto        | 5       | 7       | 8       | 5       | 6       | 11      | 12      | 12      | 11      | 10      | 12      | 11      | 6       | 2       | 2       | 5       | 6       | 7       |
| Itagüí F. C.           | 3       | 1       | 3       | 7       | 9       | 6       | 8       | 6       | 9       | 6       | 9       | 8       | 11      | 8       | 8       | 11      | 9       | 8       |
| Independiente Medellín | 10      | 8       | 5       | 9       | 4       | 8       | 10      | 13      | 13      | 12      | 8       | 7       | 9       | 11      | 10      | 10      | 8       | 9       |
| La Equidad             | 11      | 5       | 9       | 10      | 8       | 5       | 7       | 9       | 7       | 8       | 7       | 6       | 10      | 9       | 7       | 7       | 10      | 10      |
| Patriotas              | 13      | 12      | 7       | 4       | 7       | 9       | 11      | 7       | 5       | 5       | 6       | 9       | 8       | 7       | 9       | 9       | 11      | 11      |
| Envigado F. C.         | 17      | 17      | 13      | 14      | 16      | 14      | 15      | 15      | 15      | 14      | 14      | 14      | 12      | 13      | 13      | 12      | 12      | 12      |
| Deportes Tolima        | 8       | 6       | 10      | 11      | 11      | 10      | 9       | 11      | 8       | 11      | 13      | 13      | 13      | 12      | 12      | 13      | 13      | 13      |
| Atlético Huila         | 14      | 16      | 17      | 18      | 14      | 15      | 14      | 16      | 16      | 16      | 16      | 16      | 16      | 16      | 15      | 16      | 15      | 14      |
| Alianza Petrolera      | 6       | 13      | 16      | 13      | 13      | 13      | 13      | 10      | 12      | 13      | 11      | 12      | 14      | 14      | 14      | 14      | 14      | 15      |
| Cúcuta Deportivo       | 15      | 14      | 18      | 17      | 17      | 17      | 17      | 17      | 17      | 17      | 17      | 18      | 18      | 18      | 18      | 18      | 17      | 16      |
| Boyacá Chicó           | 12      | 11      | 12      | 12      | 12      | 16      | 16      | 14      | 14      | 15      | 15      | 15      | 15      | 15      | 16      | 15      | 16      | 17      |
| Deportes Quindío       | 16      | 15      | 15      | 16      | 18      | 18      | 18      | 18      | 18      | 18      | 18      | 17      | 17      | 17      | 17      | 17      | 18      | 18      |

### Resultados
- La hora de cada encuentro corresponde al huso horario que rige a Colombia (UTC-5)

Nota: Los horarios y partidos de televisión se definen la semana previa a cada jornada. El canal Win Sports es el medio de difusión por televisión autorizado por la Dimayor para la transmisión por cable de ocho partidos por fecha, el canal RCN Televisión se encarga de transmitir un encuentro por fecha y un encuentro no tiene transmisión alguna.
| Atlético Huila         | 2 : 3 | Atlético Nacional | Guillermo Plazas Alcid    | 26 de julio | 20:10 | Win Sports         |
| Cúcuta Deportivo       | 1 : 2 | Itagüí            | General Santander         | 26 de julio | 20:10 | Win Sports Alterno |
| Boyacá Chicó           | 0 : 0 | Patriotas         | La Independencia          | 27 de julio | 15:15 | Win Sports         |
| Deportivo Pasto        | 1 : 0 | Deportes Quindío  | Departamental Libertad    | 27 de julio | 17:30 | Win Sports         |
| La Equidad             | 1 : 1 | Millonarios       | Metropolitano de Techo    | 27 de julio | 19:45 | RCN                |
| Independiente Medellín | 1 : 1 | Deportes Tolima   | Atanasio Girardot         | 28 de julio | 15:15 | Win Sports         |
| Once Caldas            | 0 : 3 | Deportivo Cali    | Palogrande                | 28 de julio | 17:30 | Win Sports         |
| Envigado               | 0 : 1 | Junior            | Polideportivo Sur         | 28 de julio | 19:45 | Win Sports         |
| Santa Fe               | 2 : 2 | Alianza Petrolera | Nemesio Camacho El Campín | 30 de julio | 19:45 | Win Sports         |

| Deportivo Cali    | 1 : 1 | Boyacá Chicó           | Deportivo Cali                 | 2 de agosto | 20:10 | Win Sports |
| Itagüí            | 1 : 0 | Atlético Huila         | Metropolitano Ciudad de Itagüí | 3 de agosto | 15:15 | Win Sports |
| Patriotas         | 1 : 1 | Deportivo Pasto        | La Independencia               | 3 de agosto | 17:30 | Win Sports |
| Atlético Nacional | 1 : 1 | Santa Fe               | Atanasio Girardot              | 3 de agosto | 19:45 | Win Sports |
| Junior            | 1 : 0 | Once Caldas            | Metropolitano Roberto Meléndez | 3 de agosto | 19:45 | RCN        |
| Alianza Petrolera | 1 : 2 | La Equidad             | Álvaro Gómez Hurtado           | 4 de agosto | 15:15 | Win Sports |
| Deportes Quindío  | 0 : 3 | Cúcuta Deportivo       | Centenario                     | 4 de agosto | 15:15 | RCN        |
| Deportes Tolima   | 1 : 0 | Envigado               | Manuel Murillo Toro            | 4 de agosto | 17:30 | Win Sports |
| Millonarios       | 2 : 2 | Independiente Medellín | Nemesio Camacho El Campín      | 4 de agosto | 19:45 | Win Sports |

| Cúcuta Deportivo       | 2 : 3 | Patriotas         | General Santander         | 9 de agosto  | 20:10 | Win Sports |
| Alianza Petrolera      | 1 : 2 | Atlético Nacional | Álvaro Gómez Hurtado      | 10 de agosto | 15:15 | Win Sports |
| Santa Fe               | 2 : 1 | Itagüí            | Nemesio Camacho El Campín | 10 de agosto | 17:30 | Win Sports |
| Deportivo Pasto        | 1 : 1 | Deportivo Cali    | Departamental Libertad    | 10 de agosto | 19:45 | RCN        |
| Once Caldas            | 4 : 0 | Deportes Tolima   | Palogrande                | 10 de agosto | 19:45 | Win Sports |
| Boyacá Chicó           | 1 : 1 | Junior            | La Independencia          | 11 de agosto | 15:15 | Win Sports |
| Atlético Huila         | 1 : 1 | Deportes Quindío  | Guillermo Plazas Alcid    | 11 de agosto | 17:30 | Win Sports |
| Envigado               | 2 : 1 | Millonarios       | Polideportivo Sur         | 11 de agosto | 17:30 | RCN        |
| Independiente Medellín | 2 : 1 | La Equidad        | Atanasio Girardot         | 11 de agosto | 19:45 | Win Sports |

| La Equidad             | 0 : 0 | Envigado          | Metropolitano de Techo         | 16 de agosto | 20:10 | Win Sports |
| Itagüí                 | 0 : 4 | Atlético Nacional | Metropolitano Ciudad de Itagüí | 17 de agosto | 15:15 | Win Sports |
| Deportes Tolima        | 1 : 1 | Boyacá Chicó      | Manuel Murillo Toro            | 17 de agosto | 17:30 | Win Sports |
| Millonarios            | 3 : 0 | Once Caldas       | Nemesio Camacho El Campín      | 17 de agosto | 19:45 | RCN        |
| Deportes Quindío       | 0 : 2 | Santa Fe          | Centenario                     | 17 de agosto | 19:45 | Win Sports |
| Junior                 | 0 : 1 | Deportivo Pasto   | Metropolitano Roberto Meléndez | 18 de agosto | 15:15 | Win Sports |
| Independiente Medellín | 0 : 1 | Alianza Petrolera | Atanasio Girardot              | 18 de agosto | 17:30 | Win Sports |
| Deportivo Cali         | 2 : 1 | Cúcuta Deportivo  | Deportivo Cali                 | 18 de agosto | 17:30 | RCN        |
| Patriotas              | 2 : 1 | Atlético Huila    | La Independencia               | 18 de agosto | 19:45 | Win Sports |

| Atlético Huila    | 1 : 0 | Deportivo Cali         | Guillermo Plazas Alcid    | 21 de agosto    | 15:15 | Win Sports         |
| Envigado          | 0 : 4 | Independiente Medellín | Polideportivo Sur         | 21 de agosto    | 18:00 | Win Sports         |
| Santa Fe          | 2 : 1 | Patriotas              | Nemesio Camacho El Campín | 21 de agosto    | 20:10 | Win Sports Alterno |
| Cúcuta Deportivo  | 1 : 5 | Junior                 | General Santander         | 21 de agosto    | 20:10 | Win Sports         |
| Once Caldas       | 2 : 2 | La Equidad             | Palogrande                | 22 de agosto    | 20:10 | Win Sports         |
| Boyacá Chicó      | 1 : 1 | Millonarios            | La Independencia          | 7 de septiembre | 17:30 | Win Sports         |
| Atlético Nacional | 2 : 1 | Deportes Quindío       | Atanasio Girardot         | 7 de septiembre | 19:45 | Win Sports         |
| Alianza Petrolera | 1 : 0 | Itagüí                 | Álvaro Gómez Hurtado      | 8 de septiembre | 15:15 | Win Sports         |
| Deportivo Pasto   | 1 : 1 | Deportes Tolima        | Departamental Libertad    | 8 de septiembre | 17:30 | Win Sports         |

| Deportes Quindío       | 0 : 2 | Itagüí            | Centenario                     | 24 de agosto  | 15:15 | Win Sports |
| Deportes Tolima        | 2 : 1 | Cúcuta Deportivo  | Manuel Murillo Toro            | 24 de agosto  | 19:45 | Win Sports |
| Deportivo Cali         | 2 : 0 | Santa Fe          | Pascual Guerrero               | 24 de agosto  | 19:45 | RCN        |
| La Equidad             | 5 : 2 | Boyacá Chicó      | Metropolitano de Techo         | 25 de agosto  | 13:00 | Win Sports |
| Independiente Medellín | 1 : 2 | Once Caldas       | Atanasio Girardot              | 25 de agosto  | 15:15 | Win Sports |
| Millonarios            | 4 : 0 | Deportivo Pasto   | Nemesio Camacho El Campín      | 25 de agosto  | 17:30 | RCN        |
| Junior                 | 2 : 1 | Atlético Huila    | Metropolitano Roberto Meléndez | 25 de agosto  | 17:30 | Win Sports |
| Envigado               | 0 : 0 | Alianza Petrolera | Polideportivo Sur              | 25 de agosto  | 19:45 | Win Sports |
| Patriotas              | 1 : 0 | Atlético Nacional | La Independencia               | 13 de octubre | 19:45 | Win Sports |

| Alianza Petrolera | 1 : 1 | Deportes Quindío       | Álvaro Gómez Hurtado           | 28 de agosto     | 15:15 | Win Sports         |
| Atlético Huila    | 1 : 1 | Deportes Tolima        | Guillermo Plazas Alcid         | 28 de agosto     | 18:00 | Win Sports         |
| Santa Fe          | 3 : 0 | Junior                 | Nemesio Camacho El Campín      | 28 de agosto     | 20:10 | Win Sports         |
| Cúcuta Deportivo  | 0 : 1 | Millonarios            | General Santander              | 28 de agosto     | 20:10 | Win Sports Alterno |
| Atlético Nacional | 2 : 0 | Deportivo Cali         | Atanasio Girardot              | 29 de agosto     | 20:10 | Win Sports         |
| Once Caldas       | 2 : 1 | Envigado               | Palogrande                     | 29 de agosto     | 20:10 | Win Sports Alterno |
| Itagüí            | 2 : 0 | Patriotas              | Metropolitano Ciudad de Itagüí | 5 de septiembre  | 15:15 | Win Sports         |
| Boyacá Chicó      | 3 : 1 | Independiente Medellín | La Independencia               | 11 de septiembre | 19:45 | Win Sports         |
| Deportivo Pasto   | 4 : 1 | La Equidad             | Departamental Libertad         | 13 de octubre    | 17:30 | Win Sports         |

| Millonarios            | 3 : 2 | Atlético Huila    | Nemesio Camacho El Campín      | 31 de agosto    | 17:30 | RCN                |
| Envigado               | 2 : 2 | Boyacá Chicó      | Polideportivo Sur              | 1 de septiembre | 13:00 | Win Sports         |
| Independiente Medellín | 0 : 0 | Deportivo Pasto   | Atanasio Girardot              | 1 de septiembre | 15:15 | Win Sports         |
| Patriotas              | 3 : 0 | Deportes Quindío  | La Independencia               | 1 de septiembre | 15:15 | Win Sports Alterno |
| Junior                 | 0 : 1 | Atlético Nacional | Metropolitano Roberto Meléndez | 1 de septiembre | 17:30 | Win Sports         |
| Deportivo Cali         | 1 : 0 | Itagüí            | Pascual Guerrero               | 1 de septiembre | 17:30 | RCN                |
| Once Caldas            | 1 : 1 | Alianza Petrolera | Palogrande                     | 1 de septiembre | 19:45 | Win Sports         |
| La Equidad             | 0 : 0 | Cúcuta Deportivo  | Metropolitano de Techo         | 2 de septiembre | 18:00 | Win Sports         |
| Deportes Tolima        | 1 : 1 | Santa Fe          | Manuel Murillo Toro            | 12 de octubre   | 17:30 | Win Sports         |

| La Equidad        | 4 : 0 | Alianza Petrolera      | Metropolitano de Techo         | 14 de septiembre | 13:00 | Win Sports |
| Deportes Quindío  | 2 : 1 | Once Caldas            | Centenario                     | 14 de septiembre | 15:15 | Win Sports |
| Junior            | 1 : 1 | Cúcuta Deportivo       | Metropolitano Roberto Meléndez | 14 de septiembre | 17:00 | RCN        |
| Atlético Nacional | 3 : 0 | Independiente Medellín | Atanasio Girardot              | 14 de septiembre | 17:30 | Win Sports |
| Patriotas         | 1 : 0 | Boyacá Chicó           | La Independencia               | 14 de septiembre | 19:45 | Win Sports |
| Itagüí            | 0 : 1 | Envigado               | Metropolitano Ciudad de Itagüí | 15 de septiembre | 15:15 | Win Sports |
| Millonarios       | 0 : 0 | Santa Fe               | Nemesio Camacho El Campín      | 15 de septiembre | 17:00 | RCN        |
| Deportes Tolima   | 1 : 0 | Atlético Huila         | Manuel Murillo Toro            | 15 de septiembre | 17:30 | Win Sports |
| Deportivo Cali    | 0 : 0 | Deportivo Pasto        | Deportivo Cali                 | 15 de septiembre | 19:45 | Win Sports |

| Itagüí            | 4 : 0 | Junior                 | Metropolitano Ciudad de Itagüí | 20 de septiembre | 15:15 | Win Sports |
| Alianza Petrolera | 0 : 0 | Patriotas              | Álvaro Gómez Hurtado           | 21 de septiembre | 15:15 | Win Sports |
| Santa Fe          | 0 : 0 | Millonarios            | Nemesio Camacho El Campín      | 21 de septiembre | 17:00 | RCN        |
| Deportivo Pasto   | 0 : 0 | Envigado               | Departamental Libertad         | 21 de septiembre | 17:30 | Win Sports |
| Atlético Nacional | 2 : 0 | Deportes Tolima        | Atanasio Girardot              | 21 de septiembre | 19:45 | Win Sports |
| Cúcuta Deportivo  | 0 : 1 | Independiente Medellín | General Santander              | 22 de septiembre | 15:15 | Win Sports |
| Deportes Quindío  | 0 : 5 | Deportivo Cali         | Centenario                     | 22 de septiembre | 17:00 | RCN        |
| Atlético Huila    | 1 : 1 | La Equidad             | Guillermo Plazas Alcid         | 22 de septiembre | 17:30 | Win Sports |
| Boyacá Chicó      | 0 : 1 | Once Caldas            | La Independencia               | 22 de septiembre | 19:45 | Win Sports |

| Once Caldas            | 1 : 1 | Deportivo Pasto   | Palogrande                     | 18 de septiembre | 20:10 | Win Sports         |
| Envigado               | 2 : 0 | Cúcuta Deportivo  | Polideportivo Sur              | 25 de septiembre | 18:00 | Win Sports Alterno |
| Deportivo Cali         | 1 : 1 | Patriotas         | Deportivo Cali                 | 25 de septiembre | 18:00 | Win Sports         |
| Independiente Medellín | 4 : 0 | Atlético Huila    | Atanasio Girardot              | 25 de septiembre | 20:10 | Sin TV             |
| La Equidad             | 1 : 1 | Santa Fe          | Metropolitano de Techo         | 25 de septiembre | 20:10 | Win Sports         |
| Junior                 | 3 : 0 | Deportes Quindío  | Metropolitano Roberto Meléndez | 25 de septiembre | 20:10 | Win Sports Alterno |
| Boyacá Chicó           | 1 : 2 | Alianza Petrolera | La Independencia               | 26 de septiembre | 18:00 | Win Sports         |
| Millonarios            | 0 : 2 | Atlético Nacional | Nemesio Camacho El Campín      | 8 de octubre     | 19:45 | Win Sports         |
| Deportes Tolima        | 1 : 1 | Itagüí            | Manuel Murillo Toro            | 16 de octubre    | 19:45 | Win Sports         |

| Atlético Huila    | 2 : 1 | Envigado               | Guillermo Plazas Alcid         | 28 de septiembre | 15:15 | Win Sports |
| Patriotas         | 0 : 2 | Junior                 | La Independencia               | 28 de septiembre | 17:00 | RCN        |
| Cúcuta Deportivo  | 0 : 0 | Once Caldas            | General Santander              | 28 de septiembre | 17:30 | Win Sports |
| Deportes Quindío  | 1 : 0 | Deportes Tolima        | Centenario                     | 28 de septiembre | 19:45 | Win Sports |
| Itagüí            | 2 : 2 | Millonarios            | Metropolitano Ciudad de Itagüí | 29 de septiembre | 13:00 | Win Sports |
| Alianza Petrolera | 0 : 2 | Deportivo Cali         | Álvaro Gómez Hurtado           | 29 de septiembre | 15:15 | Win Sports |
| Santa Fe          | 1 : 1 | Independiente Medellín | Nemesio Camacho El Campín      | 29 de septiembre | 17:00 | RCN        |
| Atlético Nacional | 0 : 0 | La Equidad             | Atanasio Girardot              | 29 de septiembre | 17:30 | Win Sports |
| Deportivo Pasto   | 4 : 3 | Boyacá Chicó           | Departamental Libertad         | 29 de septiembre | 19:45 | Win Sports |

| Deportes Tolima        | 1 : 1 | Patriotas         | Manuel Murillo Toro            | 1 de octubre  | 20:10 | Win Sports         |
| Deportivo Pasto        | 2 : 1 | Alianza Petrolera | Departamental Libertad         | 2 de octubre  | 18:00 | Win Sports Alterno |
| Independiente Medellín | 1 : 1 | Atlético Nacional | Atanasio Girardot              | 2 de octubre  | 18:00 | Win Sports         |
| Envigado               | 2 : 1 | Santa Fe          | Polideportivo Sur              | 2 de octubre  | 20:10 | Sin TV             |
| Millonarios            | 2 : 0 | Deportes Quindío  | Nemesio Camacho El Campín      | 2 de octubre  | 20:10 | Win Sports Alterno |
| Junior                 | 1 : 1 | Deportivo Cali    | Metropolitano Roberto Meléndez | 2 de octubre  | 20:10 | Win Sports         |
| Boyacá Chicó           | 3 : 1 | Deportivo Cúcuta  | La Independencia               | 3 de octubre  | 18:00 | Win Sports         |
| Once Caldas            | 2 : 0 | Atlético Huila    | Palogrande                     | 3 de octubre  | 20:10 | Win Sports         |
| La Equidad             | 2 : 0 | Itagüí            | Metropolitano de Techo         | 10 de octubre | 17:30 | Win Sports         |

| Alianza Petrolera | 1 : 1 | Junior                 | Álvaro Gómez Hurtado           | 5 de octubre | 15:15 | Win Sports |
| Patriotas         | 2 : 2 | Millonarios            | La Independencia               | 5 de octubre | 17:00 | RCN        |
| Atlético Nacional | 4 : 1 | Envigado               | Atanasio Girardot              | 5 de octubre | 17:30 | Win Sports |
| Deportivo Cali    | 0 : 0 | Deportes Tolima        | Pascual Guerrero               | 5 de octubre | 19:45 | Win Sports |
| Deportes Quindío  | 1 : 0 | La Equidad             | Centenario                     | 6 de octubre | 13:00 | Win Sports |
| Itagüí            | 1 : 0 | Independiente Medellín | Metropolitano Ciudad de Itagüí | 6 de octubre | 15:15 | Win Sports |
| Santa Fe          | 1 : 0 | Once Caldas            | Nemesio Camacho El Campín      | 6 de octubre | 17:00 | RCN        |
| Cúcuta Deportivo  | 1 : 2 | Deportivo Pasto        | General Santander              | 6 de octubre | 17:30 | Win Sports |
| Atlético Huila    | 2 : 1 | Boyacá Chicó           | Guillermo Plazas Alcid         | 6 de octubre | 19:45 | Win Sports |

| Deportivo Pasto        | 2 : 2 | Atlético Huila    | Departamental Libertad    | 18 de octubre | 19:45 | Win Sports |
| Envigado               | 1 : 1 | Itagüí            | Polideportivo Sur         | 19 de octubre | 15:15 | Win Sports |
| Deportes Tolima        | 3 : 3 | Junior            | Manuel Murillo Toro       | 19 de octubre | 17:00 | RCN        |
| Once Caldas            | 0 : 1 | Atlético Nacional | Palogrande                | 19 de octubre | 17:30 | Win Sports |
| Millonarios            | 1 : 0 | Deportivo Cali    | Nemesio Camacho El Campín | 19 de octubre | 19:45 | Win Sports |
| Cúcuta Deportivo       | 2 : 0 | Alianza Petrolera | General Santander         | 20 de octubre | 15:15 | Win Sports |
| Boyacá Chicó           | 0 : 2 | Santa Fe          | La Independencia          | 20 de octubre | 17:00 | RCN        |
| La Equidad             | 1 : 0 | Patriotas         | Metropolitano de Techo    | 20 de octubre | 17:30 | Win Sports |
| Independiente Medellín | 1 : 0 | Deportes Quindío  | Atanasio Girardot         | 20 de octubre | 19:30 | Win Sports |

| Patriotas         | 0 : 0 | Independiente Medellín | La Independencia               | 25 de octubre | 19:45 | Win Sports |
| Alianza Petrolera | 2 : 1 | Deportes Tolima        | Álvaro Gómez Hurtado           | 26 de octubre | 15:15 | Win Sports |
| Santa Fe          | 2 : 0 | Deportivo Pasto        | Metropolitano de Techo         | 26 de octubre | 17:00 | RCN        |
| Deportivo Cali    | 1 : 0 | La Equidad             | Pascual Guerrero               | 26 de octubre | 17:30 | Win Sports |
| Atlético Huila    | 2 : 2 | Cúcuta Deportivo       | Guillermo Plazas Alcid         | 26 de octubre | 19:45 | Win Sports |
| Junior            | 3 : 2 | Millonarios            | Metropolitano Roberto Meléndez | 27 de octubre | 15:15 | RCN        |
| Itagüí            | 0 : 4 | Once Caldas            | Metropolitano Ciudad de Itagüí | 27 de octubre | 15:15 | Win Sports |
| Atlético Nacional | 0 : 1 | Boyacá Chicó           | Atanasio Girardot              | 27 de octubre | 17:30 | Win Sports |
| Deportes Quindío  | 1 : 2 | Envigado               | Centenario                     | 27 de octubre | 19:45 | Win Sports |

| Cúcuta Deportivo       | 1 : 0 | Santa Fe          | General Santander         | 2 de noviembre | 17:30 | Win Sports         |
| Envigado               | 1 : 1 | Patriotas         | Polideportivo Sur         | 2 de noviembre | 17:30 | Sin TV             |
| Atlético Huila         | 2 : 0 | Alianza Petrolera | Guillermo Plazas Alcid    | 2 de noviembre | 17:30 | Win Sports Alterno |
| Once Caldas            | 3 : 0 | Deportes Quindío  | Palogrande                | 2 de noviembre | 17:30 | RCN                |
| Millonarios            | 2 : 1 | Deportes Tolima   | Nemesio Camacho El Campín | 3 de noviembre | 15:15 | RCN                |
| La Equidad             | 2 : 2 | Junior            | Metropolitano de Techo    | 3 de noviembre | 15:15 | Win Sports Alterno |
| Independiente Medellín | 3 : 1 | Deportivo Cali    | Atanasio Girardot         | 3 de noviembre | 15:15 | Win Sports         |
| Boyacá Chicó           | 0 : 2 | Itagüí            | La Independencia          | 3 de noviembre | 17:30 | Win Sports Alterno |
| Deportivo Pasto        | 1 : 1 | Atlético Nacional | Departamental Libertad    | 3 de noviembre | 17:30 | Win Sports         |

| Alianza Petrolera | 0 : 1 | Millonarios            | Álvaro Gómez Hurtado           | 9 de noviembre  | 15:15 | RCN                |
| Deportes Quindío  | 2 : 1 | Boyacá Chicó           | Centenario                     | 9 de noviembre  | 17:30 | Win Sports Alterno |
| Atlético Nacional | 1 : 2 | Cúcuta Deportivo       | Atanasio Girardot              | 9 de noviembre  | 17:30 | Win Sports         |
| Deportes Tolima   | 3 : 1 | La Equidad             | Manuel Murillo Toro            | 10 de noviembre | 15:15 | Sin TV             |
| Itagüí            | 1 : 0 | Deportivo Pasto        | Metropolitano Ciudad de Itagüí | 10 de noviembre | 15:15 | Win Sports Alterno |
| Patriotas         | 0 : 1 | Once Caldas            | Metropolitano de Techo         | 10 de noviembre | 15:15 | Win Sports         |
| Junior            | 3 : 2 | Independiente Medellín | Metropolitano Roberto Meléndez | 10 de noviembre | 15:15 | RCN                |
| Santa Fe          | 3 : 4 | Atlético Huila         | Nemesio Camacho El Campín      | 10 de noviembre | 15:15 | Sin TV             |
| Deportivo Cali    | 1 : 1 | Envigado               | Olímpico Pascual Guerrero      | 10 de noviembre | 15:15 | Sin TV             |

## Cuadrangulares semifinales
- La hora de cada encuentro corresponde al huso horario que rige a Colombia (UTC-5)

La segunda fase del Torneo Finalización 2013 consistirá en los cuadrangulares semifinales. Estos los disputarán los ocho mejores equipos del torneo distribuidos en dos grupos de cuatro equipos. Los dos primeros de la fase todos contra todos, son cabeza de los grupos A y B, respectivamente, mientras que los seis restantes entrarán en sorteo entre sí según su posición para integrar los dos grupos. Los ganadores de cada grupo de los cuadrangulares se enfrentarán en la gran final para definir al campeón. En caso de empate la posición se le asignará al equipo que haya terminado mejor ubicado en la tabla de la fase todos contra todos.
|  |                                                  |
|  | Clasificados a la final del Torneo Finalización. |
|  | Eliminados.                                      |

|  |                |
|  | Triunfo local. |
|  | Empate.        |
|  | Derrota local. |

### Grupo A
| Pos. | Equipos                | PJ | PG | PE | PP | GF | GC | Dif. | Pts. |
| ---- | ---------------------- | -- | -- | -- | -- | -- | -- | ---- | ---- |
| 1.   | Atlético Nacional      | 6  | 5  | 1  | 0  | 13 | 4  | 9    | 16   |
| 2.   | Atlético Junior        | 6  | 3  | 1  | 2  | 10 | 7  | 3    | 10   |
| 3.   | Independiente Santa Fe | 6  | 2  | 0  | 4  | 7  | 11 | -4   | 6    |
| 4.   | Itagüí F. C.           | 6  | 1  | 0  | 5  | 6  | 14 | -8   | 3    |

| Local             | Visitante | Visitante | Visitante | Visitante |
| Local             | NAL       | JNR       | SFE       | ITA       |
| ----------------- | --------- | --------- | --------- | --------- |
| Atlético Nacional |           | 2:1       | 2:1       | 3:2       |
| Junior            | 0:0       |           | 3:2       | 4:1       |
| Santa Fe          | 0:2       | 2:1       |           | 0:2       |
| Itagüí F. C.      | 0:4       | 0:1       | 1:2       |           |

| Nota: Si hay empate en puntos, se desempata según la posición de los equipos en la fase de todos contra todos. |

| Primera | Itagüí F.C.       | 0 : 1 | Junior            | Metropolitano Ciudad de Itagüí | 16 de noviembre | 15:15 | Win Sports         |
| Primera | Santa Fe          | 0 : 2 | Atlético Nacional | Nemesio Camacho El Campín      | 28 de noviembre | 19:45 | Win Sports         |
| Segunda | Atlético Nacional | 3 : 2 | Itagüí F.C.       | Metropolitano Ciudad de Itagüí | 21 de noviembre | 18:00 | Win Sports         |
| Segunda | Junior            | 3 : 2 | Santa Fe          | Metropolitano Roberto Meléndez | 21 de noviembre | 20:10 | Win Sports         |
| Tercera | Itagüí F.C.       | 1 : 2 | Santa Fe          | Metropolitano Ciudad de Itagüí | 24 de noviembre | 15:15 | RCN Televisión     |
| Tercera | Junior            | 0 : 0 | Atlético Nacional | Metropolitano Roberto Meléndez | 24 de noviembre | 17:30 | Win Sports         |
| Cuarta  | Santa Fe          | 0 : 2 | Itagüí F.C.       | Nemesio Camacho El Campín      | 1 de diciembre  | 15:15 | RCN Televisión     |
| Cuarta  | Atlético Nacional | 2 : 1 | Junior            | Atanasio Girardot              | 1 de diciembre  | 17:30 | Win Sports         |
| Quinta  | Santa Fe          | 2 : 1 | Junior            | Nemesio Camacho El Campín      | 5 de diciembre  | 19:45 | Win Sports         |
| Quinta  | Itagüí F.C.       | 0 : 4 | Atlético Nacional | Metropolitano Ciudad de Itagüí | 5 de diciembre  | 19:45 | Win Sports Alterno |
| Sexta   | Junior            | 4 : 1 | Itagüí F.C.       | Metropolitano Roberto Meléndez | 8 de diciembre  | 17:30 | Win Sports         |
| Sexta   | Atlético Nacional | 2 : 1 | Santa Fe          | Atanasio Girardot              | 8 de diciembre  | 17:30 | RCN Televisión     |

### Grupo B
| Pos. | Equipos         | PJ | PG | PE | PP | GF | GC | Dif. | Pts. |
| ---- | --------------- | -- | -- | -- | -- | -- | -- | ---- | ---- |
| 1.   | Deportivo Cali  | 6  | 5  | 0  | 1  | 13 | 8  | 5    | 15   |
| 2.   | Deportivo Pasto | 6  | 3  | 0  | 3  | 12 | 12 | 0    | 9    |
| 3.   | Millonarios     | 6  | 2  | 0  | 4  | 9  | 12 | -3   | 6    |
| 4.   | Once Caldas     | 6  | 2  | 0  | 4  | 8  | 10 | -2   | 6    |

| Local           | Visitante | Visitante | Visitante | Visitante |
| Local           | MLL       | CAL       | ONC       | PAS       |
| --------------- | --------- | --------- | --------- | --------- |
| Millonarios     |           | 0:1       | 3:1       | 2:0       |
| Deportivo Cali  | 4:2       |           | 1:0       | 3:2       |
| Once Caldas     | 2:1       | 1:2       |           | 3:1       |
| Deportivo Pasto | 4:1       | 3:2       | 2:1       |           |

| Nota: Si hay empate en puntos, se desempata según la posición de los equipos en la fase de todos contra todos. |

| Primera | Deportivo Cali  | 3 : 2 | Deportivo Pasto | Olímpico Pascual Guerrero | 16 de noviembre | 17:30 | RCN Televisión     |
| Primera | Once Caldas     | 2 : 1 | Millonarios     | Palogrande                | 27 de noviembre | 20:10 | Win Sports         |
| Segunda | Millonarios     | 0 : 1 | Deportivo Cali  | Nemesio Camacho El Campín | 20 de noviembre | 20:10 | Win Sports         |
| Segunda | Deportivo Pasto | 2 : 1 | Once Caldas     | Departamental Libertad    | 20 de noviembre | 20:10 | Win Sports Alterno |
| Tercera | Millonarios     | 2 : 0 | Deportivo Pasto | Nemesio Camacho El Campín | 23 de noviembre | 17:00 | RCN Televisión     |
| Tercera | Once Caldas     | 1 : 2 | Deportivo Cali  | Palogrande                | 23 de noviembre | 19:45 | Win Sports         |
| Cuarta  | Deportivo Pasto | 4 : 1 | Millonarios     | Departamental Libertad    | 30 de noviembre | 17:30 | Win Sports         |
| Cuarta  | Deportivo Cali  | 1 : 0 | Once Caldas     | Pascual Guerrero          | 30 de noviembre | 19:45 | RCN Televisión     |
| Quinta  | Once Caldas     | 3 : 1 | Deportivo Pasto | Palogrande                | 4 de diciembre  | 18:00 | Win Sports         |
| Quinta  | Deportivo Cali  | 4 : 2 | Millonarios     | Pascual Guerrero          | 4 de diciembre  | 20:10 | Win Sports         |
| Sexta   | Millonarios     | 3 : 1 | Once Caldas     | Nemesio Camacho El Campín | 7 de diciembre  | 17:30 | Win Sports         |
| Sexta   | Deportivo Pasto | 3 : 2 | Deportivo Cali  | Departamental Libertad    | 7 de diciembre  | 19:45 | Win Sports         |

## Final
- La hora de cada encuentro corresponde al huso horario que rige a Colombia (UTC-5)

La tercera y última fase del campeonato corresponde a la final, la cual es disputada entre los dos equipos que triunfaron en su respectivo cuadrangular. La localía del partido de vuelta le corresponde al equipo que mejor puntaje haya obtenido sumando los puntajes de la fase todos contra todos y de la fase del cuadrangular.
| 11 de diciembre de 2013, 20:30 | Deportivo Cali | 0:0     | Atlético Nacional | Estadio Pascual Guerrero, Cali |                              |
|                                |                | Reporte |                   | Árbitro(s): Wilson Lamouroux   | Árbitro(s): Wilson Lamouroux |

| 15 de diciembre de 2013, 17:30 | Atlético Nacional              | 2:0 (1:0) | Deportivo Cali | Estadio Atanasio Girardot, Medellín |                          |
|                                | Camacho 17' (a.g.) · Duque 62' | Reporte   |                | Árbitro(s): Ímer Machado            | Árbitro(s): Ímer Machado |

|                                        |
| Bandera de Colombia                    |
| Campeón Atlético Nacional 13.er título |

## Goleadores
| Jugador          | Equipos                | Goles |
| ---------------- | ---------------------- | ----- |
| Luis Carlos Ruiz | Junior                 | 16    |
| Dayro Moreno     | Millonarios            | 16    |
| Wilson Morelo    | La Equidad             | 11    |
| Sergio Herrera   | Once Caldas            | 10    |
| Luis Páez        | Atlético Huila         | 9     |
| Julián Lalinde   | Deportivo Pasto        | 8     |
| Germán Cano      | Independiente Medellín | 8     |
| Yessy Mena       | Itagüí Ditaires        | 8     |
| Wason Rentería   | Millonarios            | 7     |
| Sergio Romero    | Deportivo Cali         | 7     |

## Clasificación a torneos internacionales
| Clasificado como | Copa Libertadores 2014 | Copa Sudamericana 2014 |
| ---------------- | ---------------------- | ---------------------- |
| Colombia 1       | Atlético Nacional      | Atlético Nacional      |
| Colombia 2       | Deportivo Cali         | Deportivo Cali         |
| Colombia 3       | Santa Fe               | Millonarios            |
| Colombia 4       | —                      | Itagüí F. C.           |

## Cambios de categoría
| Ascendidos a la Primera A | Descendidos a la Primera B |
| ------------------------- | -------------------------- |
| Uniautónoma               | Deportes Quindío           |
| Fortaleza                 | Cúcuta Deportivo           |